# Symétrie CPT
Pour les articles homonymes, voir CPT.
La symétrie CPT est une symétrie des lois physiques pour les transformations impliquant de manière simultanée la charge, la parité et le temps.

## Historique et théorème CPT
Les efforts de recherche menés à la fin des années 1950 ont révélé la violation de la symétrie P par des phénomènes impliquant la force faible, et il existe des violations connues de la symétrie C ainsi que de la symétrie T. Pendant un temps, la symétrie CP paraissait être conservée pour tous les phénomènes physiques, mais cela a été démenti aussi par la suite. D'un autre côté, il existe un théorème qui dérive la préservation de la symétrie CPT pour tout phénomène physique en postulant l'exactitude des lois quantiques et de l'invariance de Lorentz. De manière spécifique, le théorème CPT indique que toute théorie quantique des champs locale invariante au sens de Lorentz avec un hamiltonien hermitien doit posséder une symétrie CPT.
Le théorème CPT apparut pour la première fois de manière implicite dans le travail de Julian Schwinger en 1951 afin de prouver la corrélation entre spin et statistique. En 1954, Gerhart Lüders et Wolfgang Pauli ont établi des démonstrations explicites de ce théorème, ce qui fait qu'il est parfois appelé théorème de Lüders-Pauli. Dans le même temps et de manière indépendante, le théorème a aussi été démontré par John Stewart Bell. Ces preuves se basent sur la validité de l'invariance de Lorentz et le principe de localité dans l'interaction des champs quantiques. Par la suite, Res Jost a donné une démonstration plus générale dans le cadre d'une théorie du champ quantique axiomatique.

## Argument de démonstration
Un argument qualitatif peut être fourni par la considération suivante : prenons une transformation de Lorentz dans une direction fixée, que nous appellerons {\displaystyle z}. Si l'on complexifie le groupe de Lorentz, une translation imaginaire avec pour paramètre de translation {\displaystyle \mathrm {i} \pi } résultera en la transformation de 
{\displaystyle t} en {\displaystyle -t} et de {\displaystyle z} en {\displaystyle -z}. Si l'on y ajoute une rotation supplémentaire de {\displaystyle \pi } dans le plan xy, on obtient une combinaison de P et de CT. La combinaison CT apparait ici en lieu et place de T car on travaille avec une transformation unitaire, et non avec une antiunitaire. Si l'on postule que l'opération de translation complexe est une symétrie valable, on obtiendra un état décrit par les mêmes lois, ce qui donne finalement le théorème CPT.

## Conséquences et implications
Une des conséquences de cet argument est qu'une violation de la symétrie CPT indique une violation de l'invariance de Lorentz.
L'implication principale de la symétrie CPT est qu'une image-miroir de notre univers — dont tous les objets ont des moments et des positions reflétées par un plan imaginaire (correspondant à une inversion de parité), et pour laquelle toute la matière serait remplacée par de l'antimatière (correspondant à une inversion de charge) et inversée temporellement — évoluerait exactement comme lui. À tout moment de temps correspondants, les deux univers seraient identiques, et la transformation CPT transformerait simplement l'un en l'autre. La symétrie CPT est reconnue comme étant la propriété fondamentale des lois physiques.
Afin de préserver cette symétrie, toute violation de la symétrie combinée de deux de ses composantes (comme CP) doit montrer une violation correspondante de la troisième composante (comme T) ; en fait, mathématiquement, elles sont identiques. Ces violations de la symétrie T sont parfois référées comme des violations de la symétrie CP.
Le théorème CPT peut être généralisé afin de prendre en compte les groupes de spin. 